# Pomázi Zoltán
Pomázi Zoltán (született Pomázi Zoltán Viktor, Budapest, 1953. május 7.) magyar country-énekes, zeneszerző, dalszövegíró, gitáros.

## Élete
A Bojtorján és az Új Bojtorján frontembere, énekese és dalszerzője, továbbá önálló koncerteket és előadásokat tart a zenéről, gyerekeknek.
Latin gitárzenét is játszik.
Radnóti Miklós-versek megzenésítésével is foglalkozik. A Két karodban című vers után először Radnóti Miklós szerelmi költészetét dolgozta fel, majd a Magyarországhoz kötődő verseit.
1973-tól a Tolcsvay-trió tagja volt. Népzenei ihletésű dalaik után nyolc rádiófelvétel, egy hangkazetta és két kislemez maradt.
A Bojtorján együttes 1976-ban, egy újlipótvárosi lakásban alakult. Pomázi Zoltán az együttes egyik alapítója, énekese és dalszerzője. Az együttes 1981-ben megkapta a Kansas állam díszpolgárai címet.
Az 1980-as évek végén a Bojtorján utódzenekarában játszott, az Albatrossban (1998-tól Új Bojtorján), majd Szűcs Antal Gáboral létrehozta a Creol együttes együttest.
Az együttes 1999-ben újjáalakult, és Új Bojtorján (együttes) néven koncertezik elsősorban Magyarországon, Erdélyben, és Székelyföldön.
Pomázi Zoltán zenekarvezető 2018-ban megkapta a “Művészi Életpálya Elismerést”, egy évvel Áder János  köztársasági elnöktől kapott “Magyar Érdemrend Lovagkeresztje” kitüntetés után.
2019-ben “Gyermekkorom legszebb nyara” címmel elkészült az első Bojtorján gyermeklemez, és “Vigyázz magadra fiam” címmel, Csatári Bence történész által írt könyv is megjelent az együttesről.

## Díjak, kitüntetések
- 2018. “Művészi Életpálya Elismerés”,
- 2017. Áder János  köztársasági elnöktől kapott “Magyar Érdemrend Lovagkeresztje” kitüntetés

## További információ
- www.pomazizoltan.hu Archiválva 2008. június 14-i dátummal a Wayback Machine-ben
- facebook
- soundcloud.com,